# Mitridate, re di Ponto
Pour les articles homonymes, voir K87.
Mitridate, re di Ponto, K.  87/74a (Mithridate, roi du Pont) est un opera seria en trois actes de Wolfgang Amadeus Mozart. Le livret est de Vittorio Amedeo Cigna-Santi, d'après la traduction italienne de Giuseppe Parini de la pièce de Jean Racine.

## Histoire de l'œuvre
Mozart écrivit Mithridate durant un voyage en Italie en 1770. La création eut lieu au Teatro regio ducal de Milan le 26 décembre 1770 lors du Carnaval. L'opéra fut un succès : il fut représenté vingt-et-une fois, malgré les doutes provoqués par la jeunesse de Mozart (il avait alors quatorze ans). Il ne fut cependant pas rejoué jusqu'au XXe siècle.
L'œuvre comporte des airs virtuoses pour les principaux rôles, mais seulement deux ensembles. L'acte II se termine par un duo entre Aspasia et Sifare (« Se viver non degg’io ») et un bref quintette termine l'opéra. Dans le cadre d'un travail de médiation musicale au Conservatoire national supérieur de musique et de danse de Paris, l'intrigue de l'opéra a fait l'objet de jeux radiophoniques en 2014.

## Distribution
| Rôle                                       | Tessiture            | Créateur du rôle             |
| ------------------------------------------ | -------------------- | ---------------------------- |
| Mitridate (Mithridate), roi du Pont        | ténor                | Guglielmo d'Ettore           |
| Farnace (Pharnace), fils aîné de Mitridate | alto (castrat)       | Giuseppe Cicognani           |
| Sifare (Xipharès), fils cadet de Mitridate | sopraniste (castrat) | Pietro Benedetti (Sartorino) |
| Aspasia, promise en mariage à Mitridate    | soprano              | Antonia Bernasconi           |
| Ismene, princesse parthe promise à Farnace | soprano              | Anna Francesca Varese        |
| Arbate, gouverneur de Nymphée              | sopraniste (castrat) | Pietro Muschietti            |
| Marzio (Marcius), officier romain          | ténor                | Gasparo Bassano              |

## Argument

### Acte I
La mort (simulée) de Mitridate vient juste d’être annoncée. Arbate, le gouverneur de Nymphée, un port de la Tauride (aujourd'hui Crimée), tend les clés de la ville à Sifare, le fils de Mitridate. Sifare avoue son amour pour Aspasia, promise à Mitridate, son dégoût pour son frère, Farnace. Aspasia cherche la protection de Sifare contre Farnace qui a déclaré son intention de se marier avec elle sans délai. Sifare ne peut pas cacher son amour pour Aspasia et elle lui demande d’être patient et de la protéger, le remplissant d’espoir. 
Farnace arrive et les deux frères se querellent. Ils sont interrompus par Arbate, qui apporte des nouvelles du retour de Mitridate. Farnace tente d’obtenir l’aide de son frère pour s’opposer à Mitridate par la force. Sifare refuse. Farnace dit au tribun romain sa haine pour son père, Mitridate. Il attend avec impatience l’arrivée des troupes de Rome qui l’aideront à usurper le trône de son père.
Mitridate arrive, accompagné par Ismene, fille du roi des Parthes. Il annonce une nouvelle alliance, qui sera scellée par le mariage de Farnace et d’Ismene. La réaction de Farnace rend Mitridate soupçonneux, et il questionne Arbate sur les réactions de son fils à l’annonce de sa mort. Arbate admet que Farnace s’est proclamé lui-même roi et qu’il a l’intention d’épouser Aspasia. Arbate parle de la fidélité et du courage de Sifare. Resté seul, le roi se réjouit que son fils favori soit resté fidèle, jurant de se venger de Farnace.

### Acte II
Ismene reproche à Farnace son infidélité. Mitridate fait venir Aspasia et annonce que leur mariage sera célébré le jour même. Seuls, Sifare et Aspasia déclarent leur amour mutuel. Arbate arrive et annonce que Mitridate demande la présence de son fils à son camp. Tourmenté par le conflit entre le devoir et son amour, Aspasia demande à Sifare de s’éloigner. Mitridate annonce son intention d’aller livrer bataille contre les Romains. Farnace essaie de persuader son père que les Romains veulent la paix et, convaincu de la trahison de son fils, Mitridate fait emprisonner Farnace. Farnace révèle alors que Sifare et Aspasia s’aiment. Mitridate décide de tester Aspasia. Il lui dit qu’il renonce à elle et poussée à ses limites, Aspasia avoue. Furieux, Mitridate jure qu’elle et son fils mourront. Aspasia supplie Sifare de la tuer en châtiment mais Sifare lui dit d’implorer la grâce du roi. Elle refuse.

### Acte III
Mitridate est résolu à se venger. Ismene lui conseille de se comporter en amoureux plutôt qu’en souverain. Mitridate propose à nouveau le mariage à Aspasia. Elle le repousse, offrant sa vie en échange du pardon pour Sifare. Mitridate se résout à les tuer tous les deux. À ce moment, Arbate arrive avec la nouvelle du débarquement de la flotte romaine. Aspasia décide de se tuer mais Sifare l’en empêche. Il lui demande d’attendre son retour et part rejoindre son père contre les Romains.
Farnace est en prison, quand Marzio, accompagné par des soldats romains, arrive pour le libérer. Marzio dit à Farnace la déroute de Mitridate et lui promet le trône. Laissé seul, Farnace est submergé par le remords et décide d’agir honorablement.
Blessé à mort, Mitridate appelle Sifare à son côté et le remercie pour sa bravoure et sa loyauté et lui confie Aspasia. Ismene entre et annonce que c’est Farnace qui a mis le feu à la flotte romaine. Mitridate lui pardonne et meurt. Sifare, Aspasia, Farnace, Ismene et Arbate proclament leur intention de se battre ensemble contre les Romains.

## Grands airs
Ouverture

Acte I

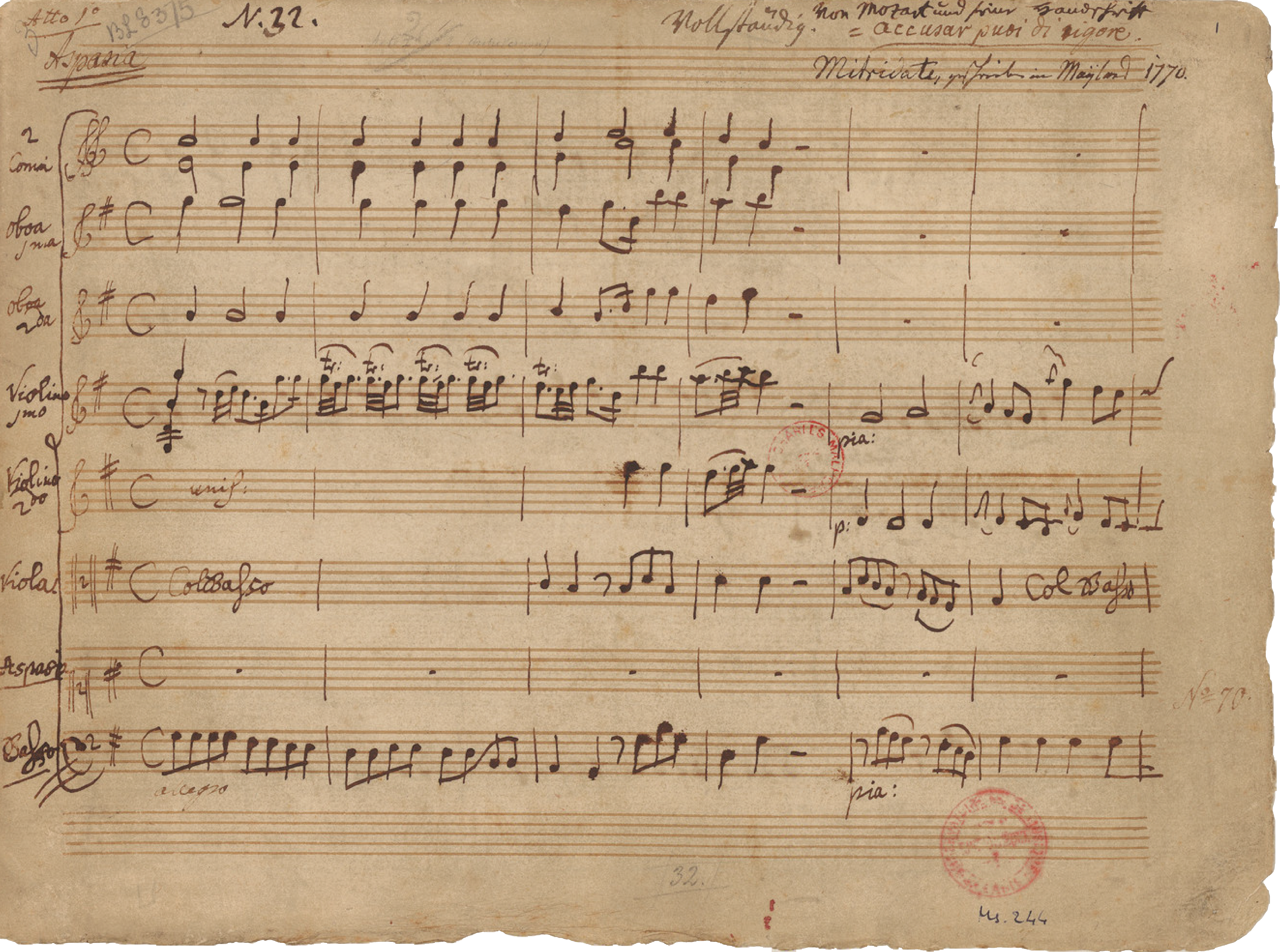
1ère page du manuscrit

- « Al destin che la minaccia » - Aspasia
- « Soffre il mio cor » - Sifare
- « L'odio nel cor » - Arbate
- « Nel sen mi palpita » - Aspasia
- « Parto... Nel gran cimento » - Sifare
- « Venga pur, minacci » - Farnace
- « Se di lauri » - Mitridate
- « Quel ribelle » - Mitridate
- « In faccia all'oggetto » - Ismene

Acte II
- « Va, l'error mio palesa » - Farnace
- « Tu che fedel » - Mitridate
- « Lungi da te » - Sifare
- « Nel grave tormento » - Aspasia
- « So quanto a te » - Ismene
- « Son reo; l'error confesso » - Farnace
- « Già di pietà mi spoglio » - Mitridate
- « Ah ben ne fui presaga…Pallid' ombre » - Aspasia

Acte III
- « Se il rigor d'ingrata sorte » - Sifare
- « Se di regnar » - Marzio
- « Già dagli occhi » - Farnace
- « Tu sai per che m'accese » - Ismene
- « Vado incontro » - Mitridate

## Discographie sélective

### CD
- 1991 :  Werner Hollweg, avec Arleen Auger, Edita Gruberova, Agnes Baltsa, Ileana Cotrubas, David Kuebler, Christine Weidinger, Orchestre du Mozarteum de Salzbourg - Philips Classics  422 529-2
- 1997 : Roger Norrington, avec Bruce Ford, Toby Spence, Cyndia Sieden, Christiane Oelze, Heidi Grant Murphy, Vesselina Kasarova, la Camerata de Salzbourg (live) - Orfeo
- 1999 : Christophe Rousset, avec Natalie Dessay, Cecilia Bartoli, Giuseppe Sabbatini, Brian Asawa, Juan Diego Flórez, Les Talens Lyriques - Decca
- 2001 : Jed Wentz, avec Reijans (t.), Van der Heyden (s.),Van Stralen (s.) ,Zomer (s.), Van de Sant (m.s), Young-Hee-Kim (s.), Grigorev (t.), Orchestre Musica ad Rhenum - Brillant Classics 92633/7,8,9
- 2021 : Marc Minkowski, avec Michael Spyres, Cyrille Dubois, Julie Fuchs, Sabine Devieilhe, Paul-Antoine Benos-Djian, Elsa Dreisig, Adriana Bignani Lesca, Les Musiciens du Louvre - Erato

### DVD
- Jean-Pierre Ponnelle, film (Harnoncourt/Windberg, Kenny, Murray)
- Opéra de Lyon 1986 (Theodor Guschlbauer/Rockwell Blake, Ashley Putnam, Yvonne Kenny, Brenda Boozer)
- ROH 1993 (P Daniel/Ford, Kowalski, Murray, Orgonasova)
- Salzburg Festival 2006 (Minkowski/R Croft,B Mehta, Persson)